# Torsten Nordberg

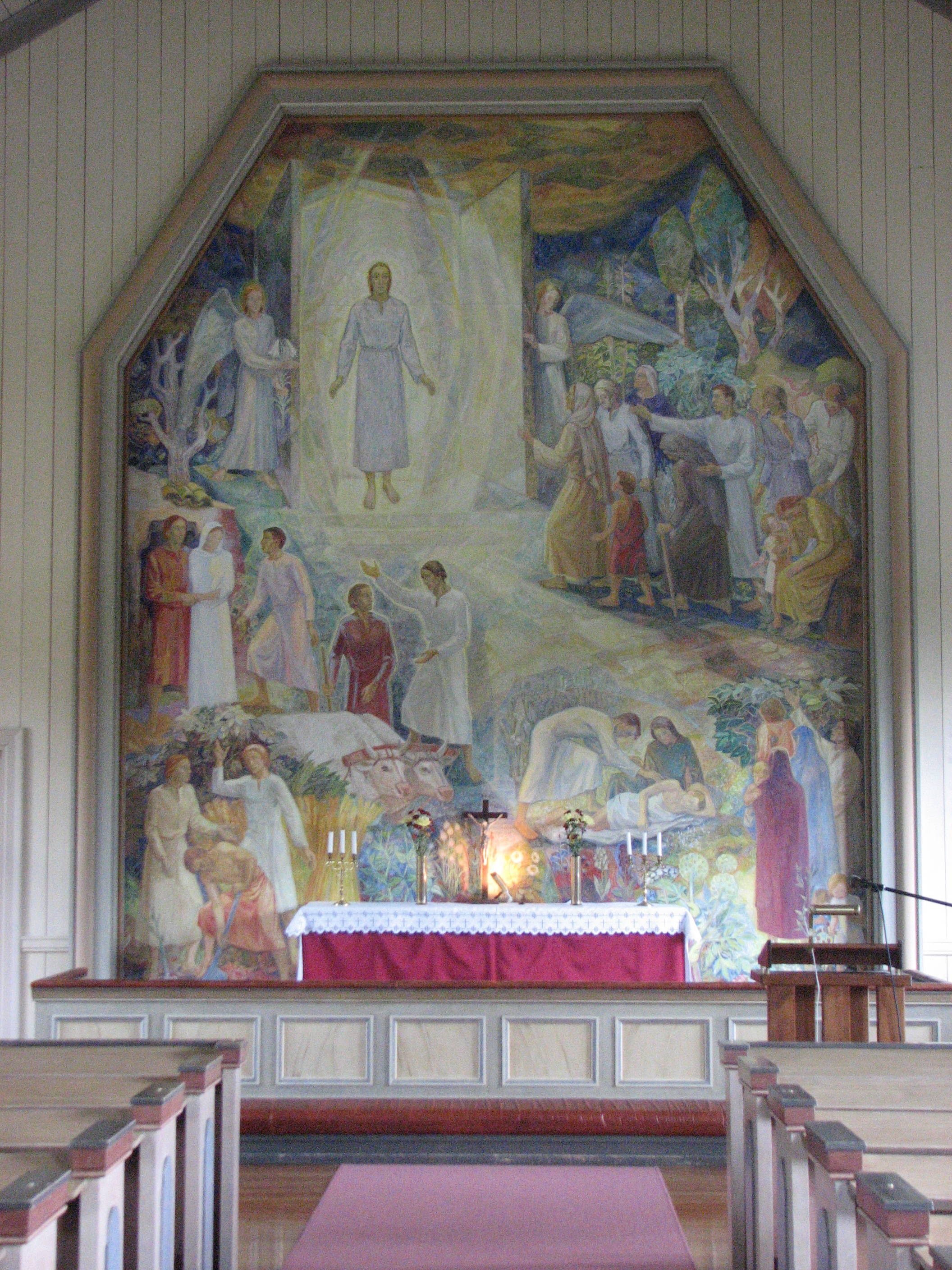
Altartavla i Tärna kyrka, Lappland målad av Torsten Nordberg

Karl Torsten Valerius Nordberg, född 30 januari 1900 i Byske församling, död 30 oktober 1962 i Storkyrkoförsamlingen i Stockholm, var en svensk konstnär. Han arbetade främst som kyrkomålare, men även med fritt måleri samt som dekorationsmålare.

## Biografi
Nordberg finns representerad i ett femtiotal kyrkor i Sverige, från Pajala i norr till Ängelholm i söder. År 1955 fick han kröna sitt livsverk med att utföra altarmålningen i sin hemförsamlings kyrka i Byske.
Som 16-åring sökte han in på Konstakademin men blev inte antagen. Vid 19 års ålder målade han en stor tavla som placerades på fondväggen i stora samlingssalen i det då nyinvigda församlingshuset i Byske. År 1921 flyttade han till Stockholm och 1929 ingick han äktenskap med Sonja Sundin. De fick två barn. I Stockholm arbetade han först som dekorationsmålare hos konstnär Yngve Lundström. Vid 33 års ålder började han arbeta som självständigt utövande konstnär och kyrkomålare. Han deltog i ett flertal utställningar bland annat i Sundsvall och Skellefteå.
Han studerade måleri under resor i Frankrike, Tyskland, Österrike, Spanien och Tjeckoslovakien. Till Italien reste han i sällskap med skulptören David Wretling. Under dessa resor inriktade han sitt intresse på den kyrkliga konsten vilket kom att bli hans huvudsakliga verksamhetsfält. Han arbetade således mest med dekorativa verk av religiös art och finns representerad i ett stort antal kyrkor i Sverige, framför allt i Luleå stift. Sitt genombrott som kyrkomålare fick han med den monumentala absidmålningen ”Det himmelska gästabudet” i Hammars kyrka, som han målade 1932-1935. Dessförinnan var han klar med sin första altartavla, i Dikanäs kapell 1933. 
Torsten Nordberg vilar på Byske gamla kyrkogård.

## Urval av arbeten i kyrkor
| - Dikanäs kapell, altartavla 1933 - Dorotea kyrka, altartavla 1934 - Hammars kyrka i Närke, målning i korabsiden 1935 - Överkalix kyrka, korväggsmålning 1936 - Örnsköldsviks kyrka, kyrkfönster 1936 - gravkapellet på Södertälje nya kyrkogård, fondmålning 1937 - By kyrka, Dalarna, fönstermålningar 1938 - Ängelholms kyrka, tredelat altarskåp och glasmålningar 1941 - Sankt Olovs kyrka, Skellefteå, altarskåp, glasmålningar 1942 och 1945 - Lansjärvs kyrka, altartavla 1942 - Pajala kyrka, altartavla 1944 - Vänjaurbäcks kapell, altarskåp 1947 - Jokkmokks nya kyrka, altartavla 1949 - Tärendö kyrka, altartavla 1949 - Sidensjö kyrka, predella 1950 - Malå kyrka, församlingshem altartavla 1950 - Töreboda kyrka, korvägg 1951 | - Kåge kyrka, altarskåp 1952 - Ursvikens kyrka, altarskåp 1953 - Bureå kyrka, altarskåp 1953 - Tärna kyrka, altartavla 1953 - Bankeryds kyrka, absidkormålning 1954 - Sorsele kyrka, glasmålning 1954 - Fällfors kyrka, altartavla och glasmålning 1954 - Byske kyrka, altarmålning och glasfönster 1955 - Bastuträsks kyrka fönster- och väggmålning 1955 - Holmsunds kyrka, altarskåp 1957 - Skellefteå landsförsamlings gravkapell, altarmålning 1960 - Sankt Örjans kyrka i Skellefteå, väggmålning 1960 - Alhemskyrkan i Skellefteå, glasmålning 1960 - Nysätra kyrka, Västerbotten, altartavla 1960 - Älvsby kyrka, altarskåp och tavla 1961 - Rönnöfors kyrka, altartavla väggmålning 1954 (?) - Kumla kyrka, absidmålning, eldhärjades 1968 - Finnträsk kyrka, Västerbotten, färgsättning vid restaurering 1954 |

## Galleri

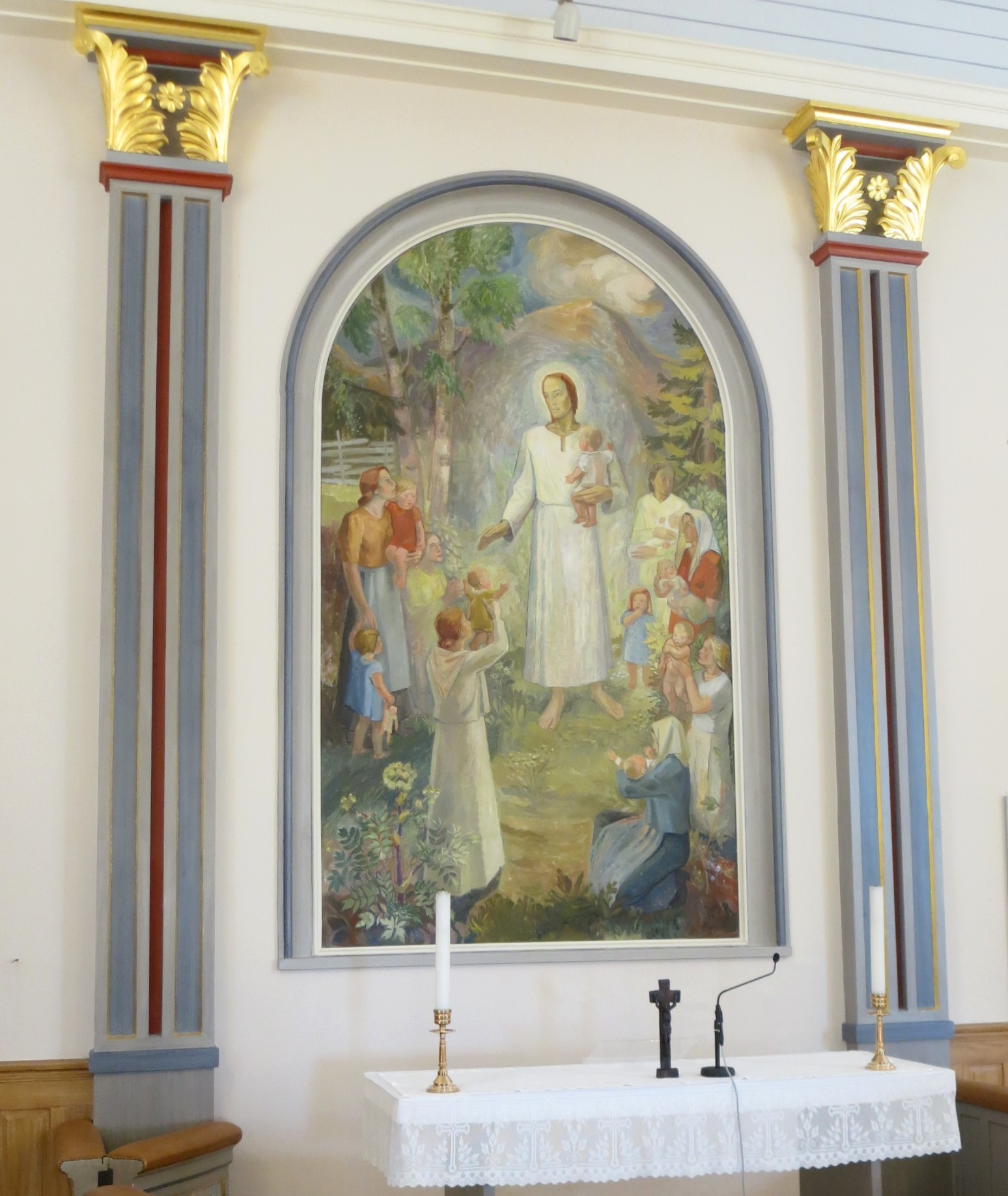
Altartavla i Pajala kyrka
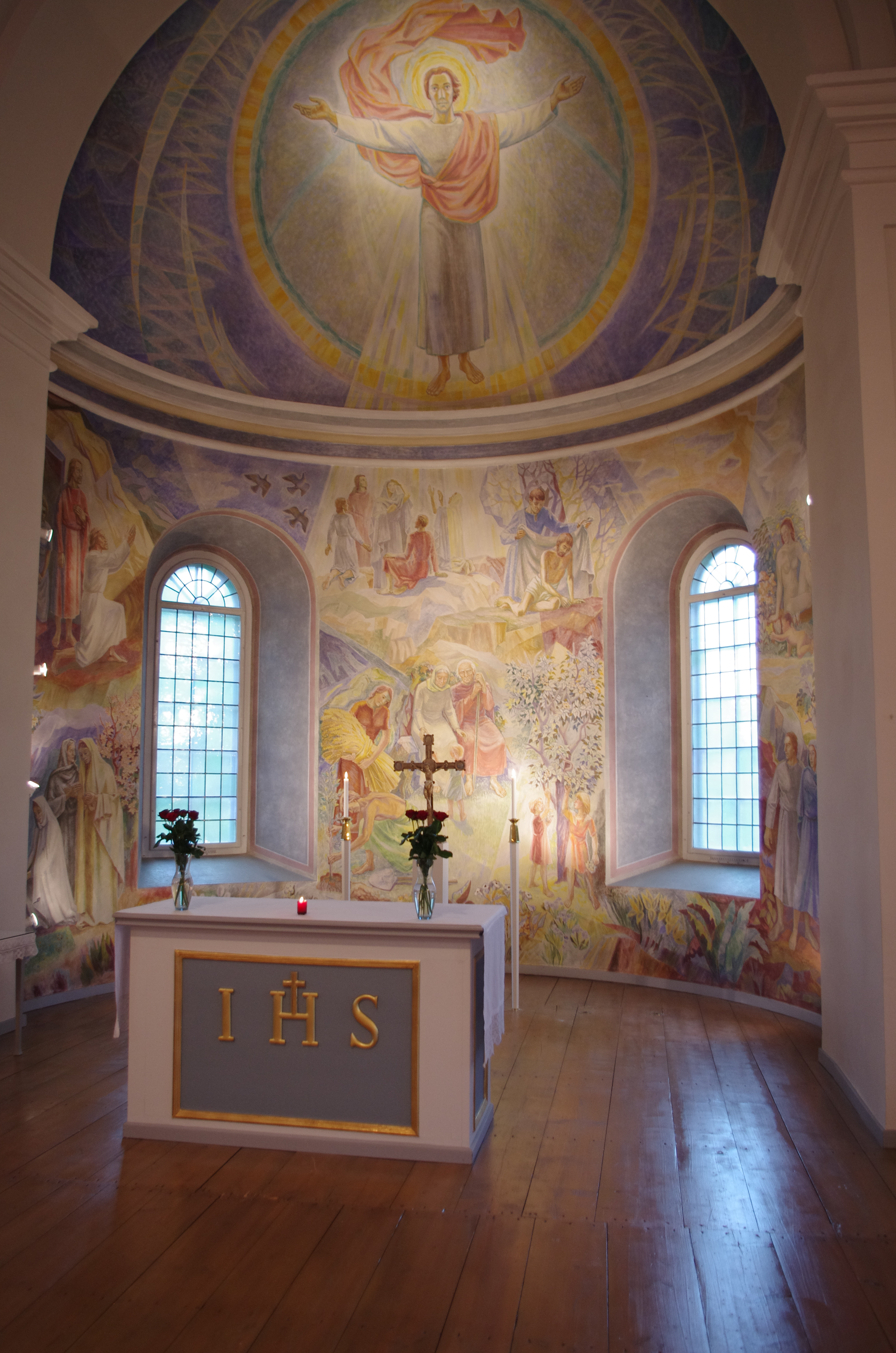
Kormålning i Bankeryds kyrka
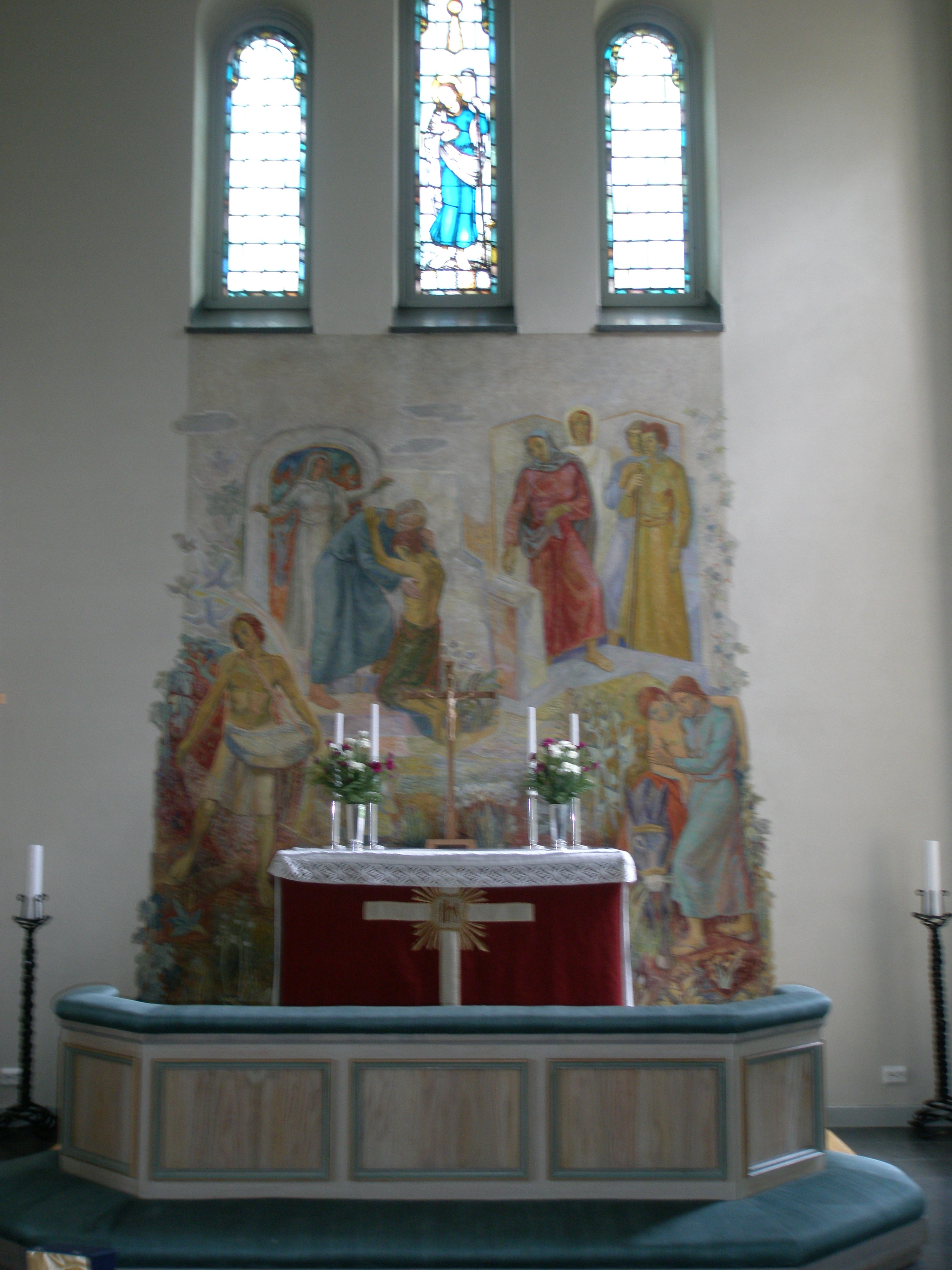
Altartavla i Rönnöfors kyrka
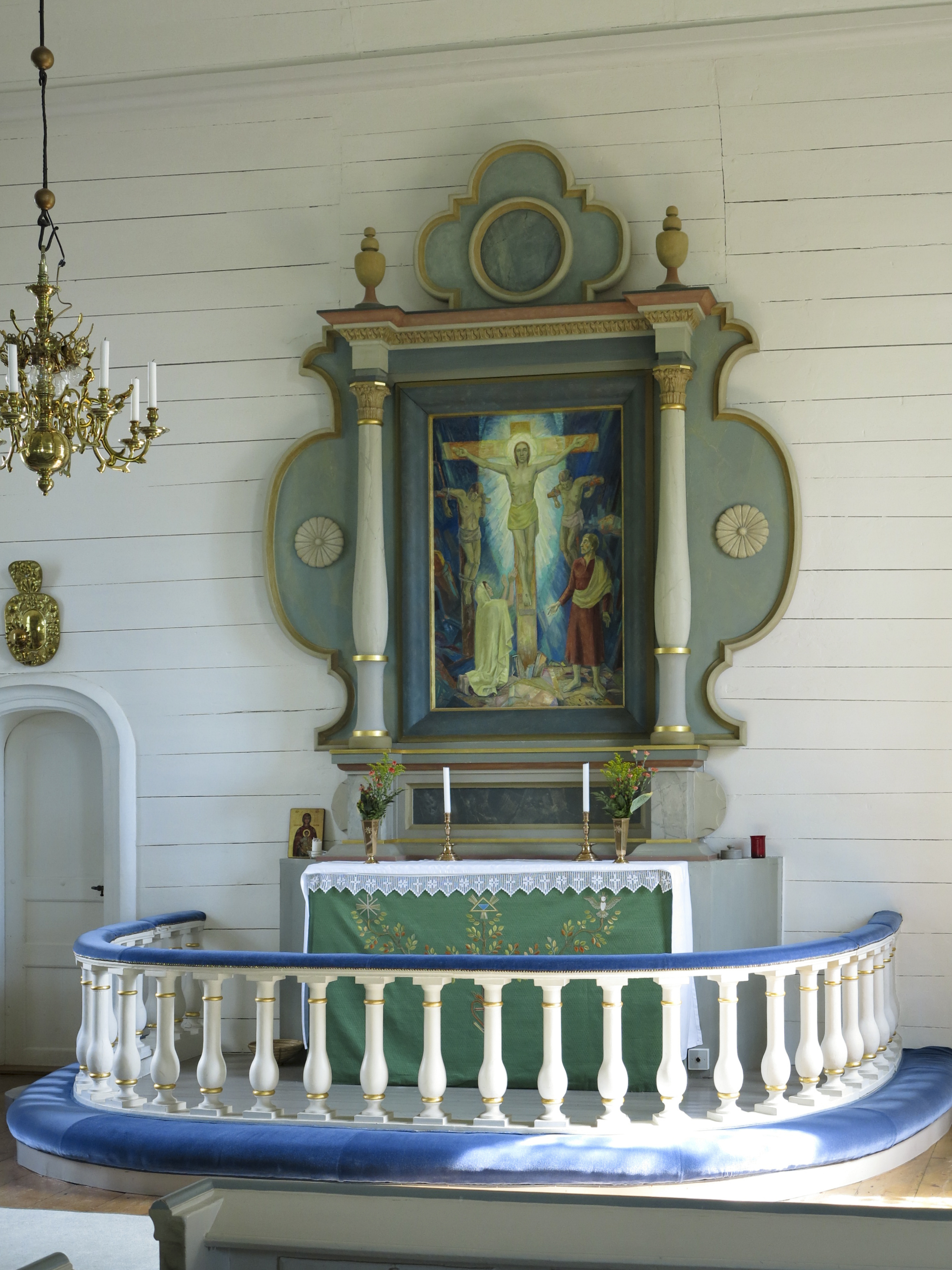
Altartavla i Nysätra kyrka